# Glen Frank
Glen Frank – amerykański zapaśnik. Złoty medalista mistrzostw panamerykańskich w 1994. Czwarty w Pucharze Świata w 1994 roku.
Zawodnik Colorado School of Mines, gdzie ukończył inżynierię lądową. Cztery razy All American (1989-1991 i 1993) w NCAA Division II, pierwszy w 1993; drugi w 1991; szósty w 1989 i siódmy w 1990. Outstanding Wrestler w 1993 roku.
Zawodnik United States Marine Corps